# Параджанов Сергій Йосипович

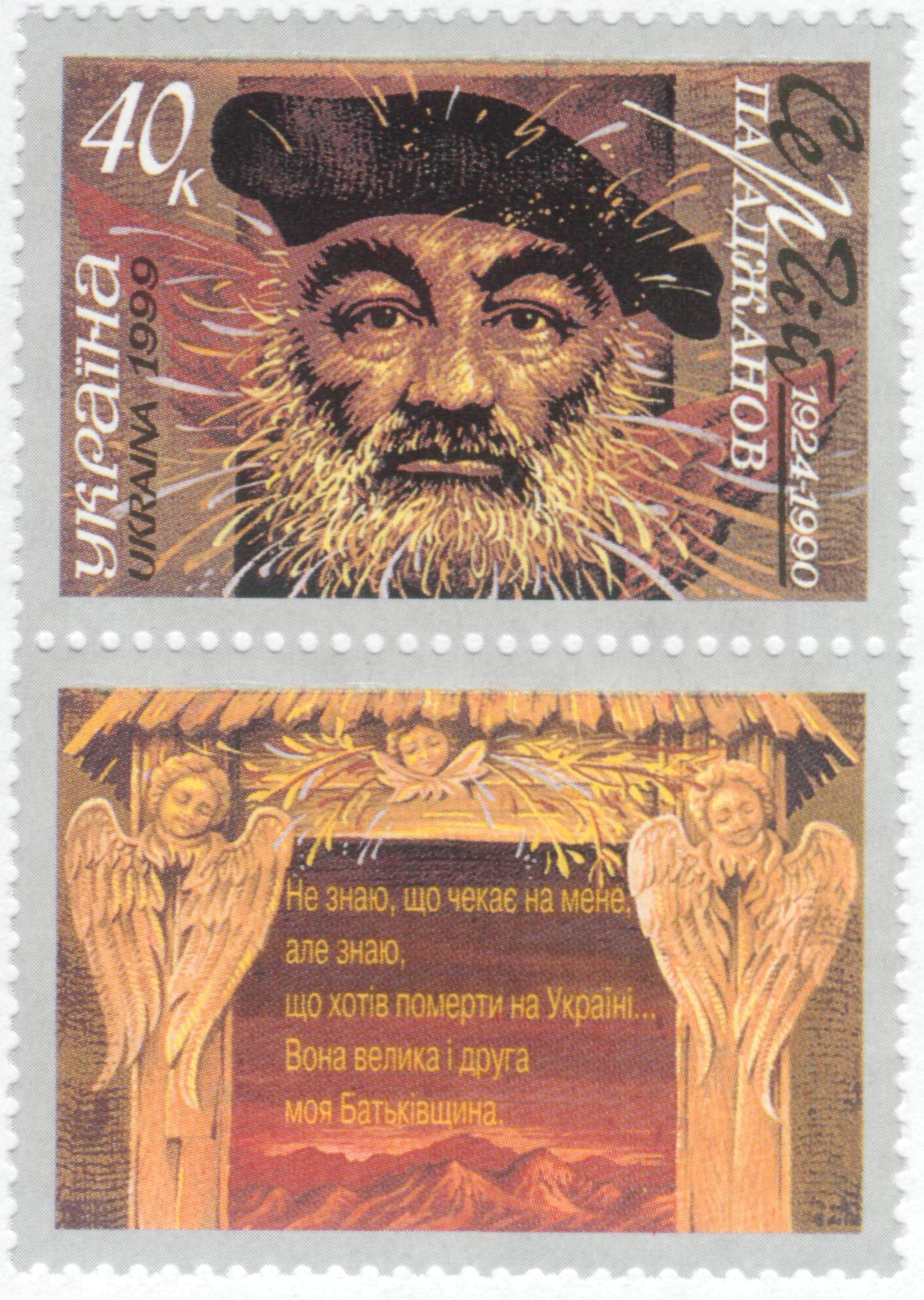
Сергій Параджанов на українській марці, 1999

Сергій Йосипович Параджанов (вірм. Սարգիս Հովսեփի Փարաջանյան Саркіс Говсепі Параджанян; 9 січня 1924, Тбілісі, ЗРФСР — 20 липня 1990, Єреван, Вірменська РСР, СРСР) — український та вірменський кінорежисер, сценарист, композитор. Один із представників хвилі українського поетичного кіно. Започаткував в українському образотворчому мистецтві жанр колажу, який створював на засадах концептуалізму, хоча за життя ці твори перебували в андеграунді, і на виставках з'явилися лише по смерті художника. Відомий як режисер кінострічки «Тіні забутих предків» заснованої на однойменній повісті Михайла Коцюбинського, котра посідає 1-ше місце у списку 100 найкращих українських фільмів. Народний артист УРСР (1990, посмертно), лауреат державної премії України ім. Т. Шевченка (1991, посмертно), Національна легенда України (2024, посмертно). Політв'язень (1973—1977).
У 1990 році отримав звання народного артиста УРСР (посмертно), а у 1991 році — Державну премію України ім. Т. Шевченка (посмертно).

## Із життєпису
Був третьою дитиною у сім'ї (сестри Рузанна й Аня) та першим хлопцем у родині. Батько — антиквар Параджанян Йосиф Сергійович, мати — Бежанова (Бежанян) Сірануш Давидівна.
Професія антиквара передавалася з покоління в покоління, і глава сім'ї — Йосип Параджанян — сподівався, що його діти підуть слідами предків. Сергій обрав інший шлях, і батько не зміг йому цього пробачити. Але вишуканий смак і вміння відрізнити справжню річ від підробки передалися, і це потім неодноразово ставало у пригоді Сергієві, коли він, сидячи без роботи, підробляв скуповуванням антикваріату.
Середню школу закінчив тільки з двома «п'ятірками» — з природознавства й малювання. Технічні предмети тягнули на «трійку». Проте Сергій вирішив поступати в Інститут залізничного транспорту, де провчився лише рік. У 1941—1943 роках працював художником-технологом на тбіліській фабриці «Радянська іграшка».
У 1942—1945 роках навчався на вокальному відділенні Тбіліської консерваторії. Брав участь у концертній трупі, яка виступала у військових шпиталях у близько 600 концертах. У 1945 р. перевівся до Московської консерваторії до класу Ніни Дорліак. Паралельно в 1946 р. вступив на режисерський факультет Всесоюзного державного інституту кінематографії (ВДІК), у майстерню Ігоря Савченка. На цьому курсі вчилися відомі в майбутньому режисери Олександр Алов, Володимир Наумов, Марлен Хуцієв, Фелікс Миронер. Закінчив ВДІК у 1951 році.
Працював асистентом режисера на фільмі «Тарас Шевченко» (режисер І. Савченко), асистентом режисера на кінострічці «Максимко» (режисер О. Мішурин). Зняв дипломну роботу — фрагмент кінофільму «Андрієш» за мотивами молдавських казок. Через чотири роки Параджанов разом із режисером Яковом Базеляном зняв на кіностудії ім. Довженка повнометражний варіант цього сюжету. По закінченню ВДІК був направлений на Київську студію художніх фільмів як режисер-постановник.
З Україною пов'язана значна частина творчої біографії Сергія Параджанова. Тут він створив фільми «Наталія Ужвій», «Золоті руки», «Думка» (всі — 1957), «Перший парубок» (1958), «Українська рапсодія» (1961) «Квітка на камені» (1962, у співавторстві з Анатолієм Слісаренком).

### «Тіні забутих предків»
Міжнародне визнання прийшло до Параджанова після екранізації 1964 року повісті М. Коцюбинського «Тіні забутих предків». Прем'єра однойменного фільму відбулася 4 вересня 1965 року в київському кінотеатрі «Україна». Фільм був удостоєний спеціальної премії журі на Всесоюзному кінофестивалі у Києві (1966). Та все ж на Заході (там картина демонструвалася під назвою «Дикі коні вогню», «Вогняні коні») інтерес до нього був значно більшим, ніж на Батьківщині.
Журнал «Екран» (Польща), 1966 рік писав: «Це один з найдивовижніших і найвитонченіших фільмів, які траплялося нам бачити протягом останніх років. Поетична повість на межі реальності й казки, дійсності й уяви, достовірності й фантазії… Уяві Параджанова, здається, немає меж. Червоні гілки дерев, геометрична композиція усередині корчми з нечисленним реквізитом на фоні білих стін, Палагна на коні під червоною парасолькою і з напіводягненими ногами, грубість похоронного ритуалу з обмиванням померлого тіла і сцена оргіастичних забав у фіналі… Параджанов відкриває у фольклорі, звичаях, обрядах самобутній культурний ритуал, у межах якого дійсність реагує на турботу і трагедію особи».
Кінострічка отримала 39 міжнародних нагород, 28 призів на кінофестивалях (із них — 24 гран-прі) у двадцять одній країні. Параджанову надсилали свої вітання Фелліні, Антоніоні, Куросава; існує легенда, що Анджей Вайда став перед ним на коліна й поцілував руку, дякуючи за цей шедевр.

### «Колір граната»
1967 року Параджанова запрошено на Єреванську кіностудію, де він працював над фільмом «Колір граната» («Саят-Нова») — картиною про великого вірменського поета, мова в якій йде швидше про життя духу, ніж про зовнішні події біографії. У кінокартині, яка складається з декількох мініатюр, була зроблена спроба показати духовний світ Саят-Нови, який писав вірменською, грузинською та азербайджанською мовами, історію його любові, його ставлення до релігії, світської влади, народу.
Тут кіномова Параджанова значно оновилася. «Колір граната», подібно до поезії, висловлюється метафорами. Кадри знаходять майже повну статику, чому щонайменший рух усередині них сприймається як подієвий вибух. Предмети, які несуть справжню історико-етнографічну цінність, працюють нарівні з акторами. Мова кольору знаходить ще більше значення, хоча колірна гамма стає лаконічнішою. Кожен кадр містить максимум смислової інформації, і прочитування цього насиченого змісту вимагає від глядача чималої культури.
Фільм Параджанова був вельми скептично сприйнятий керівниками Держкіно. Вони не зрозуміли новаторських ідей режисера, проте вголос у цьому не зізналися, а приховали своє нерозуміння під розхожим формулюванням «народу таке кіно не потрібне».
І фільм майже чотири роки лежав на полиці. І лише в 1973 році його випустили в прокат, проте Параджанов до цього вже не мав ніякого стосунку. Він відмовився монтувати картину, і за нього це зробив інший режисер — Сергій Юткевич. Проте і цей варіант урядовці побоялися випускати і віддрукували для кінопрокату лише 143 копії.
У 2014 році заснований Мартіном Скорсезе Кінофонд (The Film Foundation's World Cinema Project) та Болонська Сінематека (Cineteca di Bologna) виконали цифрову реставрацію монтажу 1968 року, зробленого Параджановим. Для реставрації 2014 року були використані оригінальний негатив, а також дубль-негатив, який зберігається в Національному кіноцентрі Вірменії. Для ретельного відновлення режисерської версії та кольорокорекції були використані усі доступні версії фільму, зокрема вінтажна плівка ORWO, що зберігається в Гарвардському кіноархіві. У відновленій версії усі тексти написані вірменською, без інтертитрів і тлумачень російською мовою. Світова прем'єра нової цифрової реставрації відбулася на 67-му Каннському кінофестивалі у травні 2014 року. У 2018 році компанія The Criterion Collection випустила Blu-ray Disc реставрованого фільму в роздільній якості 4K. Стрічка отримала високі оцінки критиків та глядачів. На IMDb її рейтинг становить 7.6, на Rotten Tomatoes — 94 %, а на Letterboxd — 4.1 з 5. Кінокартина вплинула на світову попкультуру, зокрема надихнувши музичні кліпи Мадонни та Леді Ґаґи. В Україні відреставрований «Колір граната» вийшов в кінопрокат у жовтні 2024 року. Фільм адаптовано в україномовній версії для людей з порушенням слуху та зору.

### Переслідування і арешти

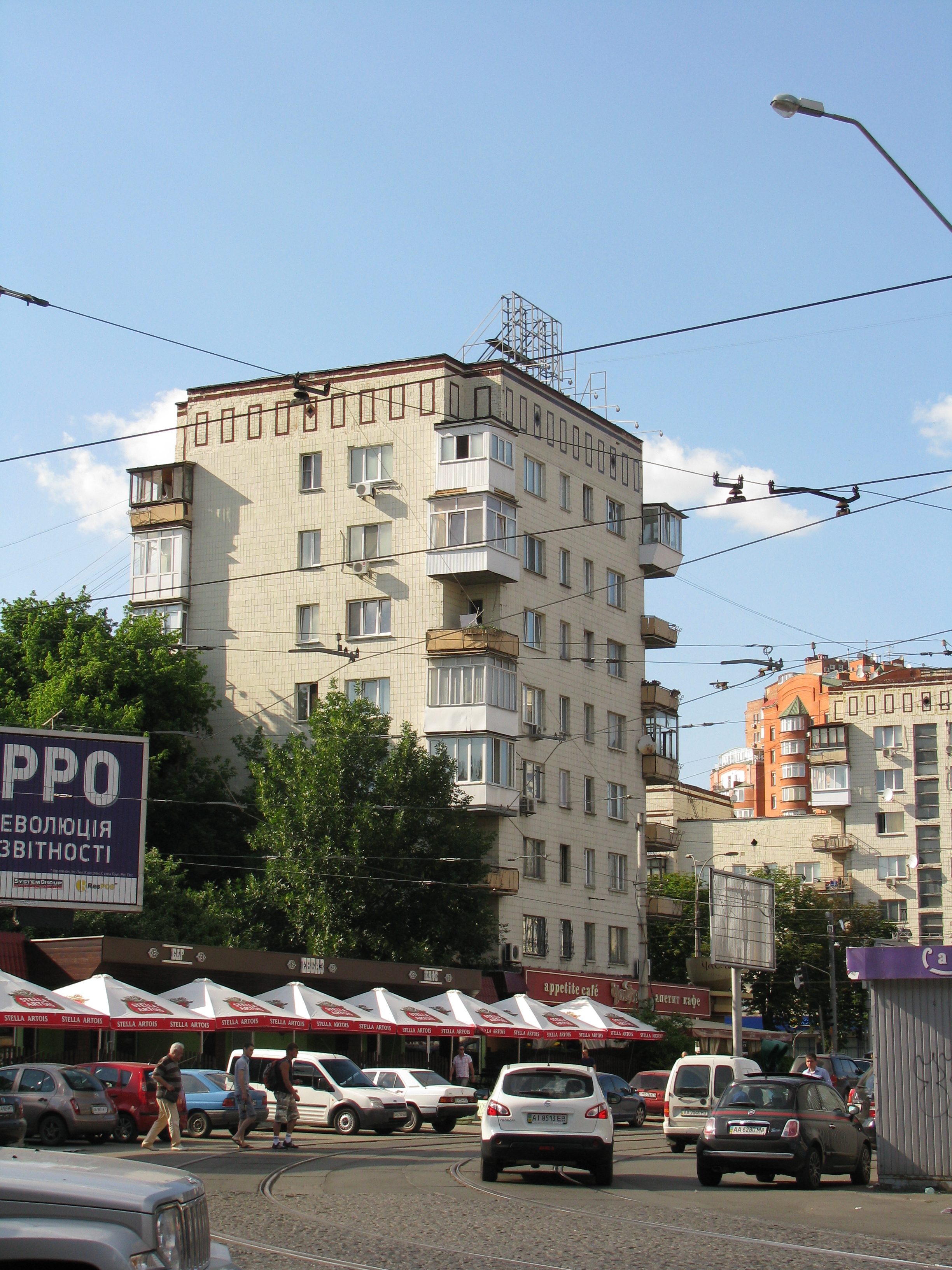
Будинок на проспекті Перемоги (тепер Берестейський проспект), 1, в якому у 1962—1974 рр. мешкав Параджанов

У 1965—1968 роках Параджанов разом з іншими відомими діячами української науки та культури, протестуючи проти масових політичних арештів в Україні, звертався у вищі партійні та державні органи з вимогою роз'яснити причини переслідувань українських інтелектуалів і виступав за проведення відкритих судових процесів, що мало б забезпечити справедливість розгляду справ. Неодноразово висловлювався за дотримання свободи слова у пресі. 30 червня 1966 року ЦК Компартії України схвалив постанову «про серйозні недоліки в організації виробництва кінофільмів на Київській кіностудії ім. О. Довженка», в якій піддавалися критиці кінострічки «Криниця для спраглих» (автор сценарію Іван Драч, режисер Юрій Іллєнко), «Звірте свої годинники» (автор сценарію Ліна Костенко, режисер-постановник В. Іляшенко), сценарій С. Параджанова до фільму «Київські фрески». Зазнавши переслідувань і, намагаючись уникнути арешту, був змушений виїхати до Вірменії.
1971 року повернувся до Києва. 17 березня 1973 року був заарештований і засуджений до п'ятирічного ув'язнення за гомосексуальність, хоча в обвинувальному вироку були статті і «за спекуляцію», і «за український націоналізм». Статті декілька разів змінювали, оскільки, до прикладу, для звинувачення у спекуляції антикваріатом не знайшлось доказів. Справу Параджанова вів слідчий з особливо важливих справ при Прокуратурі УРСР Євген Макашов. Знайшли «жертву насильства» — «члена КПРС» Воробйова. До речі, він виявився єдиним, хто погодився відкрито свідчити проти Параджанова. Інші відмовилися. А один із них — архітектор Михайло Сенін — після розмови у Київському КДБ перерізав собі вени.
25 квітня 1974 року Параджанову дали п'ять років колонії суворого режиму, яке відбував у Лук'янівській тюрмі, колонії в Перевальську. «Гомосексуальна» стаття не давала йому шансів вижити. Однак він став неабияким авторитетом у тюрмі. Подейкують, що до нього приходила делегація у́рків, які засвідчили свою глибоку повагу словами: «Ми комуняк завжди на словах мали, а ти — по-справжньому!». Через це «панібратство» Параджанова кілька разів переводили із зони в зону.
Важливу роль у звільненні відіграла Лілія Брік: чоловік її сестри Ельзи Тріоле Луї Арагон під час візиту до Москви в урядовій ложі Большого театру звернувся особисто до Брежнєва з проханням звільнити митця. За словами сина Сурена, до звільнення Параджанова також долучились діячі міжнародної організації «Amnesty International». Тільки завдяки міжнародній кампанії протесту (звернення підписали Франсуа Трюффо, Жан-Люк Годар, Федеріко Фелліні, Лукіно Вісконті, Роберто Росселліні, Мікеланджело Антоніоні) був звільнений 30 грудня 1977 року. 
Історію про те, як Сергій Параджанов повернувся до Києва з в’язниці, розказала Лариса Кадочникова на церемонії вручення премії його імені (2025) .
Сергій підвівся, пішов між рядів до сцени. Він підійшов до сцени, нахилив голову. Ми всі стояли і дивилися на нього. Він нахилив голову і поцілував сцену, потім обернувся і пішов. Всі стали кричати йому “Браво!” — так прийняла його Україна, Сергія, який повернувся із в’язниці.
Зважаючи на заборону жити в Україні, поселився у Тбілісі, надалі зазнавав переслідувань з боку радянських репресивних органів.
Через ідеологічну цензуру не вийшли фільми «Intermezzo» (за М. Коцюбинським), «Київські фрески», «Ікар», «Сповідь».
У грудні 2023 року Національна комісія з реабілітації за поданням Українського інституту національної пам'яті повністю реабілітувала Параджанова у сфабрикованих звинуваченнях в «українському націоналізмі та гомосексуалізмі».

### Останні роки

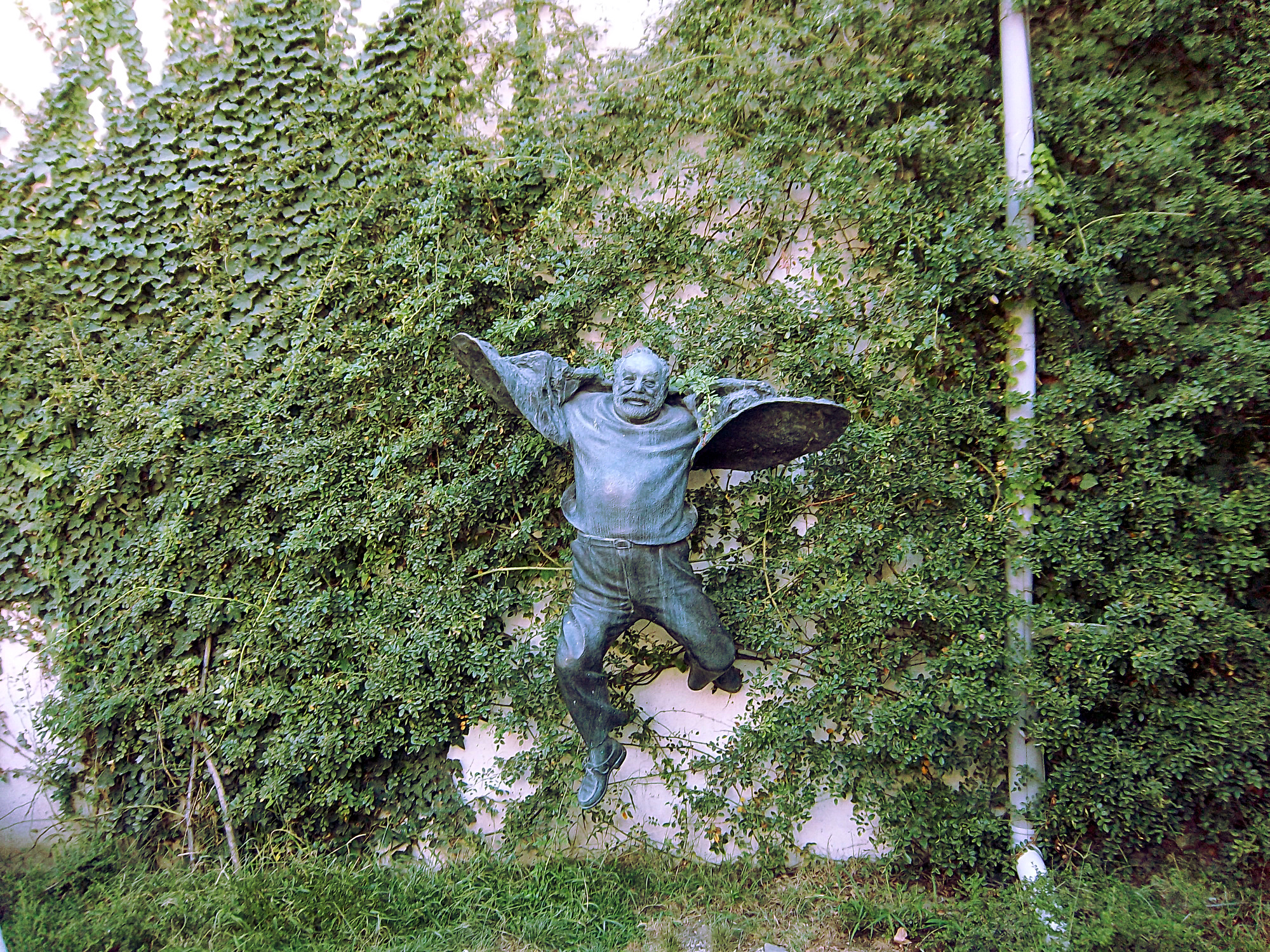
Пам'ятник Сергію Параджанову в Тбілісі

Дві останні роботи Сергія Йосиповича — документальний фільм, присвячений Ніко Піросмані, і художня кінокартина «Ашик-Керіб», знята за мотивами казки М. Лермонтова про пригоди «мандруючого трубадура», який проходить через тисячу випробувань, щоб знайти свою кохану, й присвячена пам'яті Андрія Тарковського, чию творчість і дружбу високо цінував Параджанов. Кінофільм не випускали в широкий прокат, але Параджанов з ним побував на фестивалях у Нідерландах, Німеччині та Венеції. Газета «Монд» із цього приводу писала: «Кращої вітрини перебудови в радянському кінематографі, аніж фільми „Ашик-Керіб“ Сергія Параджанова і „Маленька Віра“ Василя Пічула, на фестивалі у Венеції важко було б знайти…» Після успіху в Європі, 6 грудня 1988 року, кінокартині «Ашик-Керіб» нарешті було видано посвідчення про дозвіл.
Смерть прийшла до нього тоді, коли в Єревані розпочалася робота над автобіографічною картиною «Сповідь». Оригінальний негатив включено до фільму «Параджанов. Остання весна». Були зняті перші 300 метрів кіноплівки, проте здоров'я режисера було вже сильно підірвано.
Величезною трагедією для Параджанова стала смерть його сестри Анни. Він власноруч зробив надзвичайно красиве вбрання для труни. А за декілька місяців у самого Параджанова виявили рак легені. Операцію з видалення легені було проведено у Москві, але стан митця не покращився. У одному зі своїх інтерв'ю Параджанов сказав: «Всі знають, що у мене три батьківщини. Я народився в Грузії, працював в Україні і збираюся вмирати у Вірменії». 17 липня 1990 року він приїхав до Єревану, де через три дні й помер.
Параджанова поховали 25 липня в Пантеоні геніїв вірменського духу, поряд з Арамом Хачатуряном, Фрунзиком Мкртчяном, Вільямом Сарояном й іншими відомими діячами мистецтва, літератури і науки Вірменії.

## Особисте життя
Перша дружина у 1950—1951 роках — Нігяр Керімова, татарка, продавчиня ЦУМу. Молоді знімали кімнату у Тайнинці. Одного разу Нігяр зникла, була знайдена біля залізничного полотна з безліччю ножових поранень. Як виявилося, вона ще з дитинства була призначена комусь у дружини, і за непокору її вбили брати.
Дружина у 1955—1961 роках — Світлана Іванівна Щербатюк (5 вересня 1938 — 6 червня 2020 року), донька працівників дипмісій (зокрема в Канаді). Заміж вийшла у 16 років, наприкінці 1955 року. У 1961 році розлучилися. За фахом — перекладачка, закінчила факультет російської філології КНУ. Працювала в Київському університеті викладачкою російської мови для іноземців, але після вироку чоловікові була змушена залишити роботу. Співкуратор проєкту «Параджанов-АРТ».
Син Сурен, (10 листопада 1958 — 28 вересня 2021), проживав у Києві з матір'ю по вул. Пирогова, 2. Був засуджений і позбавлений волі на 5 років за розповсюдження наркотиків.

### Сексуальна орієнтація
Кінознавці та біографи Параджанова розходяться в поглядах щодо його сексуальної орієнтації. Близьке оточення режисера, зокрема Юрій Іллєнко, Григорій Гавриленко, Георгій Якутович тощо, заперечували його гомосексуальність. Американський історик кіно Джеймс Стеффен під час лекції в Довженко-Центрі у 2015 році наголошував:
|  | Такий вид звинувачень проти Параджанова був вигідний державцям, оскільки так звані «сексуальні збочення» були зручним приводом для проведення судового засідання в закритому режимі. Однак, стверджувати, що звинувачення сфабриковані і політично мотивовані, якими вони власне були, не означає заперечувати сексуальну орієнтацію Параджанова. На основі наявних доказів я характеризую Параджанова в своїй книзі як бісексуала, оскільки він був двічі одружений і сильно прив’язаний до обох дружин, хоча з 1960-х він починає дедалі більше цікавитись чоловіками. Проте немає сенсу класифікувати Параджанов як гея чи бісексуала. Сьогодні ж багато хто визнає, що сексуальна ідентичність може змінюватись, і це зовсім не дивно у випадку такої складної особистості, як Параджанов. |

У своїй книзі «Кінематограф Сергія Параджанова» (The Cinema of Sergei Parajanov, 2013), Стеффен писав, що режисер «не робив великого секрета зі своєї орієнтації, в його дорослих фільмах та малюнках можна знайти гомоеротичні елементи».
Як зазначав історик Едуард Андрющенко у своїй книзі «Архіви КГБ. Невигадані історії» (2023), ще наприкінці 1940-х років Параджанова та ще сімох чоловіків заарештували у Тбілісі за звинуваченням у гомосексуальних зв'язках. Він отримав 5 років ув'язнення, але після задовільнення касації Верховним судом СРСР вирок було скасовано. Андрющенко підкреслював, що, «може, це був привід щоб посадити головного фігуранта — голову грузинського товариства культурних зв'язків Миколу Микаву».

## Творчість

### Фільмографія
- 1951 — Молдавська казка
- 1954 — Андрієш
- 1957 — Державна заслужена академічна капела УРСР «Думка» (документальний, короткометражний)
- 1958 — Перший парубок
- 1959 — Наталія Ужвій (документальний, короткометражний)
- 1960 — Золоті руки (документальний, короткометражний)
- 1961 — Українська рапсодія
- 1962 — Квітка на камені
- 1964 — Тіні забутих предків
- 1966 — Київські фрески (незавершений, короткометражний)
- 1968 — Діти Комітасу
- 1969 — Колір граната (Саят-Нова)
- 1969 — Акоп Овнатанян (документальний, короткометражний)
- 1984 — Легенда про Сурамську фортецю
- 1986 — Арабески на тему Піросмані (документальний, короткометражний)
- 1988 — Ашик-Керіб
- 1990 — Сповідь (не закінчено, оригінальний негатив включено до фільму Параджанов. Остання весна (1992))

### Сценарії
- 1964 — Тіні забутих предків
- 1965 — Київські фрески
- 1968 — Акоп Овпатанян
- 1969 — Колір граната
- 1986 — Арабески на тему Піросмані
- 1989 — Етюди про Врубеля
- 1990 — Лебедине озеро. Зона
- 1990 — Сповідь

### Художник-постановник
- 1970 — Колір граната

### Художник по костюмах
- 1988 — Ашик-Керіб

### Композитор
- 1970 — Колір граната

### Персонаж
- 1968 Колір вірменської землі
- 1987 Острів
- 1989 Ашхарумс
- 1990 Я — Сергій Параджанов
- 1991 Бобо
- 1992 Параджанов. Остання весна
- 1995 Параджанов. Останній колаж
- 1997 Дім Параджанова
- 1998 Параджанов
- 1998 Ніч в музеї Параджанова
- 2004 Я помер у дитинстві
- 2004 Небезпечно вільна людина

## Факти
- 2004 та 2024 роки були проголошені ЮНЕСКО роками Сергія Параджанова.
- На честь його названа зірка. У Росії існує кіностудія «Параджанов фільм», директором і генеральним продюсером якого є кінокритик і драматург Семенцова-Огієвська Марія Борисівна.
- Існував Міжнародний комітет з визволення Параджанова, яким керував Луї Арагон.
- В одній з колоній Параджанов відкрив школу живопису.
- В'язень Параджанов рідко отримував листи від численних друзів, приятелів і учнів. Зате регулярно приходили міжнародні депеші від Ф. Фелліні. Зміст депеш: «Хвилююся за твою долю, ти ж велика людина, тримайся».
- У в'язниці Параджанов збирав кришки з фольги, якими тоді закривали молочні пляшки. Він пресував їх у медальйон і гвіздком робив портрет Пушкіна. Один із таких медальйонів він подарував Тоніно Гуеррі. Тоніно відлив медальйон у сріблі і подарував своєму другу Федеріко Фелліні. Друзі створили приз на честь Параджанова і назвали його «Амаркорд», яким нагороджують за найкращий фільм на фестивалі в Ріміні. Першим отримав нагороду Георгій Данелія, кінорежисер, друг Параджанова, за кінокартину «Настя».
- Одного разу Параджанов подарував антикварний меблевий гарнітур людині, яка надіслала йому у в'язницю торта.
- Ів Сен-Лоран якось запросив Параджанова до Парижа. Але влада не дозволила: чи вистачить у кутюр'є площі, щоб розмістити всесвітню персону — геніального режисера? Не факт. Сен-Лоран відповів: маю 578 метрів корисної житлоплощі. Все одно не пустили — вже без причини. Через рік Ів прибув до Москви. І Параджанов на його честь створив фантастичний альбом колажів, де Сен-Лоран живе дивовижним життям. Цей альбом Параджанов передав своєму другу Іву Сен-Лорану. На що той зазначив: «Божественно! Ні на що не схоже. Браво, геній!».
- Одного разу Параджанов надіслав телеграму: «Москва. Кремль. Косигіну. Оскільки я — єдиний безробітний кінорежисер у Радянському Союзі, наполегливо прошу відпустити мене в голому вигляді через радянсько-іранський кордон, може, стану родоначальником в іранському кіно. Параджанов».
- Сергій Йосипович не відпускав додому друзів, поки вони не подивляться фільм Андрія Тарковського «Іванове дитинство». Своїй прихильниці Лілі Брік (а було їй під 80 років) до 8 Березня Параджанов надіслав букет із колючого дроту і власних шкарпеток.
- Параджанов мріяв поїхати до Берліна, але не для участі в престижному кінофестивалі, а тому, що хотів розшукати на барахолці чашку Гітлера.
- Ходив Мюнхеном у халаті й торгувався в кожній антикварній лавці, відкладаючи товар до приїзду Іва Сен-Лорана або Франсуази Саган, які, начебто, повинні приїхати і заплатити за нього, і безбожно при цьому запізнювався на всі церемонії вручення нагород.
- Шляхом Сергія Параджанова пішов тільки один з його родичів — його племінник Георгій Параджанов. Він зняв короткометражний фільм «Всі пішли…», який був відмічений тим самим медальйоном Параджанова на фестивалі в Ріміні[36]
- Племінникові Георгію, щоб він зрозумів, що таке радянська в'язниця, він привіз коробку з-під сірників, повну вошей.
- Одного разу у в'язниці начальник сказав Параджанову, який підмітав підлогу: «Засуджений, працюєте без вогника!» Наступного разу, помітивши начальство, режисер підпалив мітлу — так і став підмітати — «з вогником».[37]

## Пам'ять

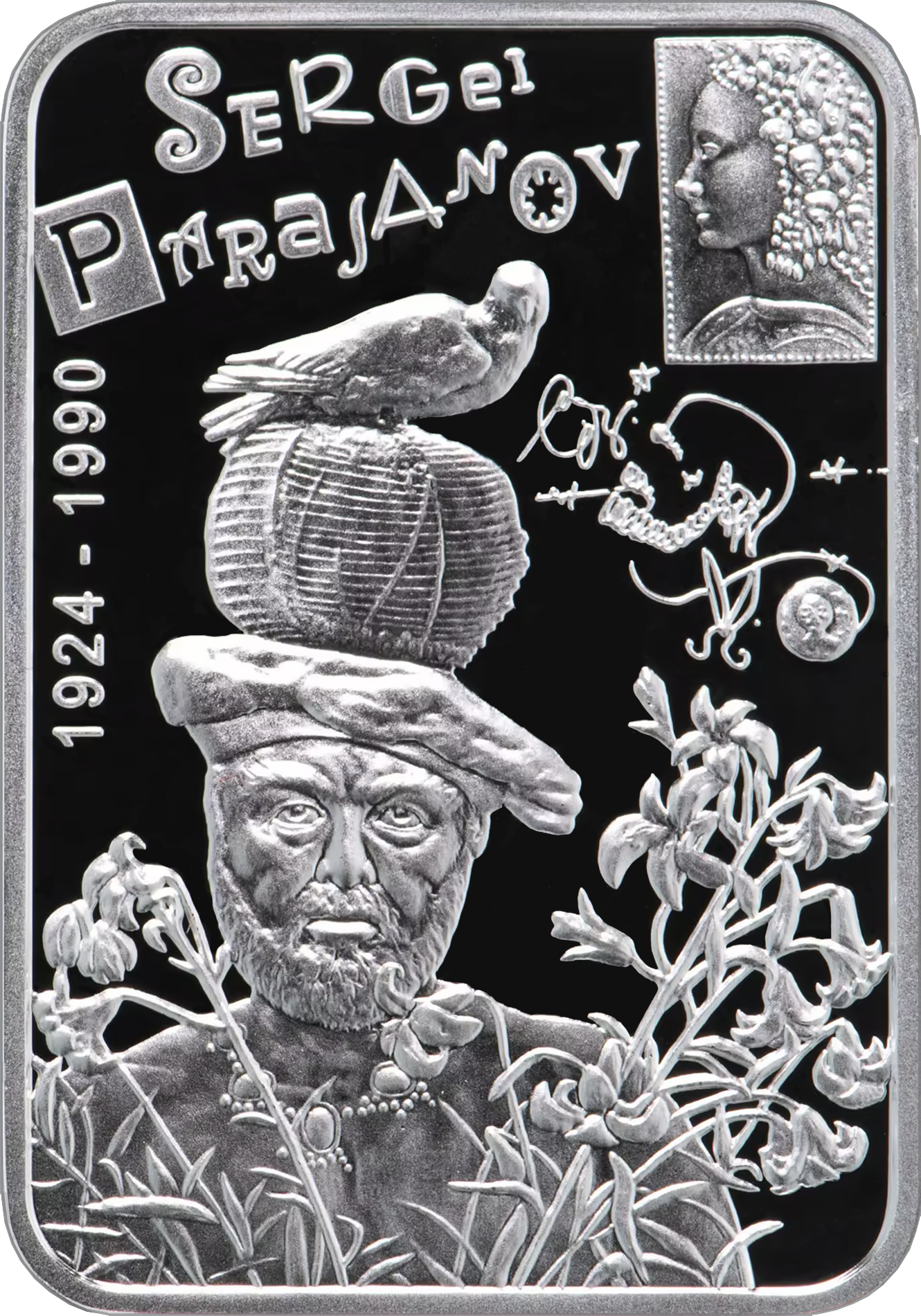
2012 Пам'ятна монета Вірменії «Сергій Параджанов» — 100 грам — срібло 925

- Про С. Параджанова знято фільми:
  - 1968 — «Колір вірменської землі»[38], режисер Михайло Вартанов
  - 1989—1992 — «Маестро: Сергій Параджанов» — док. фільм[39][40], сценарист і режисер Олександр Кайдановський, оператор Юрій Клименко
  - 1990 — «Я — Сергій Параджанов», автор — Церетелі Кора
  - 1992 — «Параджанов. Остання весна», режисер Михайло Вартанов[41]
  - 1994 — «Сергій Параджанов. Відвідини», режисер Анатолій Сирих
  - 1994 — «Параджанов: партитура Христа до-мажор», автор — Юрій Іллєнко
  - 2004 — «Я помер у дитинстві…» / «Я умер в детстве…» — док. фільм, реж. Георгій Параджанов
  - 2013 — «Параджанов», режисери — Серж Аведікян, Олена Фетисова. Стрічка номінувалася на «Оскар» у номінації «Фільм іноземною мовою» від України[42]
  - 2024 — «Сентиментальна подорож до планети Параджанова»[43] — док. фільм, реж. Тарас Томенко (фільм знятий до 100-річчя від дня народження Параджанова).
- 1992 року на фасаді будинку по проспекту Перемоги (тепер Берестейський проспект), 1, де мешкав Параджанов у 1962—1974 роках, відкрито меморіальну дошку. Дошка — бронзовий горельєф, скульптор Микола Рапай, архітектор Л. М. Бальзак.
- 23 липня 1997 року в Києві врочисто відкрито пам'ятник Параджанову
- На честь митця названо астероїд 3963 Параджанов.[44]
- У багатьох населених пунктах України існують вулиці, названі на честь Сергія Параджанова (див. список).
- В Єревані існує Музей Сергія Параджанова.
- 1993 року у Львові перейменовано вул. Пальмову на вул. Параджанова.
- 1999 року ЮНЕСКО оголосило «Роком Параджанова»[45].
- 24-27 травня 2012 року на вулиці Параджанова проходив фестиваль «КіноЛев на Левандівці. Свято вулиці Параджанова». Патроном «Кінолева» у 2012 році було обрано Параджанова.[46]. Від 2016 року у Львові на Левандівці в культурно-мистецькому центрі «Супутник» та у Левандівському парку відбуваються події щорічного «Фестивалю Параджанова».[47]
- До сторіччя з дня народження Сергія Параджанова Національний банк України випустив пам'ятну срібну монету номіналом у 5 гривень[48]

|                                                                                |  |  |
| Пам'ятна срібна монета "Сергій Параджанов", НБУ, 2024 рік, номінал - 5 гривень |  |  |

- У грудні 2024 року за сприяння Українського інституту книги за кошти державного бюджету накладом 1500 примірників вийшла з друку ґрунтовна біографія митця «Сергій Параджанов. Режисер свого життя», автором якої є Юлія Бережко-Камінська[49].

## Цитати
- Найстрашніше — проґавити прекрасне!
- Мені все життя щастило в тому сенсі, що ніколи не виходило зберігати фільми в тому вигляді, в якому я їх робив.
- Мною все життя рухає заздрість. Я заздрив красивим — і став привабливим, я заздрив розумним — і став несподіваним.
- Глядач часто йде від мене під час перегляду і я лишаюся один у залі. Але він звикне…
- Хай живе Україна! Хай живе український націоналізм у тому сенсі, у якому розумію його я: не можна допустити, щоби настав час, коли не буде слова українською чи не буде пісні української, чи не буде сонця українського і не буде соняшника українського! (1988)[50][51][52]

## Відомі особистості про Параджанова
- Він був передовсім яскравою, надзвичайно яскравою індивідуальністю. А кінорежисура — це похідне, один із проявів його густовимірного буття. Іван Драч
- Можливо це тому, що окрім кінематографічної мови, запропонованої Гріффітом та Ейзенштейном, кіносвіт не відкрив чогось революційно нового до появи кінострічки «Колір граната» Параджанова, якщо не вважати невизнану кіномову фільму Бунюеля «Андалузький пес». Михайло Вартанов[53].
- Він довго вживався, придивлявся, пробував. Не виходило. Брався і за те, і за це, а воно не виходило. Не вийшло з «Першим хлопцем», не вийшло з «Українською рапсодією», з «Квіткою на камені». Але вийшло з «Тінями забутих предків». Через що? Не в останню чергу через те, що Сергій Параджанов знайшов спільний знаменник з українською (гуцульською) культурою, відшукав те, що ріднило, єднало його душу з душею героїв. Це — гори. Він збагнув несподівано для себе, що гуцули — такі ж самі горці, горяни, верховинці, як і він, за походженням кавказець. Усвідомлення цього факту перевтілило й пересотворило митця. Власне, він так і знімав «Тіні забутих предків» — як фільм про споконвічних горян, запросивши в картину гуцула Івана Миколайчука, осетинку Тетяну Бестаєву, грузина Спартака Багашвілі, вірменина Леоніда Єнгібарова… Леонід Череватенко
- «Він міг би сказати в королівському стилі: „Студія Довженка — це я“…. Іншого такого, хто б так відчував, миттєво осягав предмет, річ, її фактуру, колір, форму і роль, яку річ може зіграти в кадрі і просто в житті, — я не зустрічав»,- Вілен Барський[54]
- Непоставлених фільмів у Параджанова більше, ніж у будь-якого іншого режисера. Лише під час арешту зникло сімнадцять сценаріїв, підготовлених до зйомок і відкинутих можновладцями. І ще близько сотні були винесені ним з ув'язнення, але вони існували лише… в його голові. Юрій Іллєнко
- Він справді все вмів, як той деміург. Намалювати, змайструвати декорацію, пошити костюм, написати (наспівати) сценарій, загримувати, вибрати актора, поставити сценічний танок, розвести мізансцену, закомпонувати кадр — буквально й абсолютно все. Так само він годен був гарно промовляти з трибуни, готувати їжу, приймати гостей, кохати, дружити, ворогувати, обмінюватись антикваріатом, торгуватись, виголошувати надгробні плачі і застольні тости, воювати, хитрувати і т. д. і т. д. Артистизм, безперечно, визначальна риса таланту Параджанова. І разом із тим його шлях у Мистецтво не був ані прямим, ані легким. І розуміння кінематографа непросто далося йому: «Не повіриш, — звірявся він, — але я радію, я щасливий, що не одразу у мене вийшло. Що я зіпсував п'ять картин, поки щось почало відбуватися на плівці. Але таким чином я принаймні второпав, де шукати в собі самому Впевненість і Майстерність». Леонід Череватенко
- Зі смертю Параджанова світ кіно втратив одного зі своїх чарівників. Федеріко Фелліні, Тоніно Гуерра, Бернардо Бертолуччі[53].
- У храмі кіно є зображення, світло і реальність, Сергій Параджанов був майстром і господарем цього храму… Жан-Люк Годар[53].
- «Колір граната» Параджанова, на мій погляд одного з найкращих режисерів сучасності, вражає довершеністю краси… Мікеланджело Антоніоні[53].
- Параджанов був великим гуманістом. Його мрією було возз'єднання всіх людей. Його мистецтво чудесне, бо це послання у майбутнє. Робер Осейн
- У мене вдома на стіні висить невеликий колаж, зроблений руками Сергія Параджанова. Він зробив його, коли сидів в тюрмі. Я відправив йому туди книгу «Вітражних справ майстер», а у відповідь Параджанов передав мені цей колаж. Ну що могло бути у руках в'язня? — дріт, сухе листя, випадкова квітка. Але для мене ця річ безмежно дорога. Андрій Вознесенський
- Він пройшов крізь шумний натовп людей, повз багатьох з нас, тих, що не зуміли зрозуміти і оцінити його, пішов у вічність, самотній і недосяжний, залишаючи золоті сліди свого мистецтва, яке ми, сучасники, тільки починаємо відкривати. Кора Церетелі
- Параджанов — рідкісний людський тип, який належить не лише Україні, не лише вірменському чи грузинському кінематографу. Це людина, яка належить світу, світовій культурі… Скільки б і як би ми не жили — ніколи нам не забути цю дивовижну, цю яскраву квітку, яка була серед нас, яка дуже багато залишила для нашого життя, для мистецтва. Іван Драч
- На мій погляд, у своїх колажах Параджанов розкрився і висловив себе повніше, ніж у кіно. Ніяких цензорів і редакторів. Серед тисяч його колажів є кілька справжніх шедеврів. Багато хто називав і називають його генієм; я так про нього ніколи не говорив — я називав його «явищем природи». Стихійним, нез'ясовним, непізнаваним до кінця. Роман Балаян
- Кінорежисери використовують інші види мистецтв для створення кіно — в цьому могутність і привілей кіномистецтва. Параджанов, будучи унікальним режисером XX століття, використовував своє кіно, створюючи неповторне мистецтво великого художника. Борис Єгіазарян